# ボニー・マランカ
ボニー・マランカ（Bonnie Marranca、1947年4月28日生まれ）は、ニューヨーク市を拠点とする批評家、文筆家であり、1976年に共同設立したPAJ: A Journal of Performance and Artの編集者である。
彼女は『Performance Histories』（2008年）、『Ecologies of Theatre』（2012年）、『Timelines』（2021年）など、いくつかの批評集を執筆している。1984年の著書『Theatrewritings』は、ジョージ・ジーン・ネイサン演劇批評賞を受賞した。
マランカは、『New Europe: Plays from the Continent』（2009年）、『Plays for the End of the Century』（1996年）、『The Hudson Valley Reader』（1995年）、『American Dreams: The Imagination of Sam Shepard』（1981年）など、数多くの戯曲テキストおよび批評のアンソロジーを編集している。
加えて、『Theatre of Images』（1977年）においてマランカは、ロバート・ウィルソン、リー・ブリューワー、オントロジカル・ヒステリック・シアターのリチャード・フォアマンなどの、1970年代において意識や認識、知覚の構造をさまざまな演劇的形式により実験する形で前衛演劇を展開させた演出家たちを「イメージの演劇」と呼んだ。 本書は、後にポストドラマティックシアターと呼ばれるものの初期の支持者たちを特徴とする重要なコレクションである。
彼女のインタビュー集には『Conversations with Meredith Monk』（2014年）や『Conversations on Art and Performance』（1999年）がある。マランカのエッセイは20以上の言語に翻訳されている。
マランカは、モンテクレア州立大学で英語の学士号を取得し、ハンター・カレッジで演劇の修士号を取得した。彼女はまた、コペンハーゲン大学で学んだ。その後、ニューヨーク市立大学大学院の演劇の博士課程に入学したが、パフォーミング・アーツ・ジャーナル（ガウタム・ダスグプタと共に）を創設し、アーツ出版のキャリアを始めるために退学した。
1990年、マランカはヴィトカツィ賞を受賞した。フルブライト奨学生であり、グッゲンハイム・フェローであり、彼女は2011年にATHE演劇編集優秀賞（持続的な業績）を受賞し、イギリスにおけるレバークム・トラスト訪問教授職を授与された。

最近では、彼女はニュースクール・フォー・リベラル・アーツのエドワード・ラン・カレッジで演劇の教授であった。マランカは以前、コロンビア大学、プリンストン大学、ニューヨーク大学、デューク大学、カリフォルニア大学サンディエゴ校、フリー大学ベルリン、バルセロナ自治大学演劇研究所、ブカレスト大学、リオデジャネイロ連邦大学で教えていた。
1. ↑  戸谷陽子. “戦後アメリカ前衛演劇の軌跡”. 2025年2月12日閲覧。